# アーム産業
株式会社アーム産業（あーむさんぎょう、ARM SANGYO CO., LTD）は、新潟県三条市に本社をおく、ARMブランドのボルトクリッパを主力とした切断工具、パイプレンチ等の作業工具と電動油圧工具・バッテリー式油圧工具・生爪などを製造販売する企業。

## 概要
作業工具メーカーとして最初の商品は、「ボルトクリッパHAタイプ」とワイヤーロープをスリーブでかしめる圧着工具の「アームスエージャー」で輸出を主体としていた。その後ボルトクリッパについては本体部分で刃の調整を行うH.K.Porter社（現在はアメリカのCooper Toolsに所属）が開発し（特許権は失効している）「BCタイプ」を追加している。この調節方式のボルトカッタは、その後、京都機械工具(KTC) ・ロブテックス(LOBTEX) も採用している。国内ホームセンターでは、ボルトクリッパBCタイプとスエージャーが普及している。

## 主な商品
ボルトクリッパ・ケーブルカッター・パイプレンチ・スエージャー

## 産業財産権
2011年8月27日現在
- 商標権 (Trademarks)　
  - 国内登録
    - （登録番号）第1580300号 ARM 6.8類、第4693520号 ARM 7類

  - 外国登録
    - USA登録No.1489008、metals.zibb.com

- 特許権
特許第3423264号棒鋼切断機、特開2008-279575棒鋼切断機、特許1587228ワイヤロープスリーブの締付機、特開2001-179530鉄材切断機、特開2001-009630棒鋼切断機